# ستيفن ويلسون (منافس ألعاب قوى)
ستيفن ويلسون (بالإنجليزية: Stephen Wilson)‏ هو منافس ألعاب قوى أسترالي، ولد في 28 ديسمبر 1971.

## روابط خارجية
- ستيفن ويلسون على موقع النتائج التاريخية لألعاب القوى الأسترالية (الإنجليزية)
- ستيفن ويلسون على موقع Paralympic.org (الإنجليزية)